# خليج لوباتكا
خليج لوباتكا (بالروسية: мыс Лопатка)‏، هو أقصى نقطة في الجنوب من شبه جزيرة كامتشاتكا في روسيا حيث تقع منطقة سيمينوفكا الريفية في أقصى جنوبه. يقع خليج لوباتكا على بعد حوالي 11 كيلومتر (7 ميل) شمال جزيرة شومشو وهي الجزيرة الأبعد في شمال مجموعة جزر الكوريل. يعتبر خليج لوباتكا أيضًا المنطقة الشمالية الأبعد التي يعيش فيها شعب الأينو .
في عام 1737 سجل أكبر تسونامي على الإطلاق في خليج لوباتكا وبلغ ارتفاعه 64 مترًا (210 قدمًا) وغطى شبه الجزيرة بشكل كامل.